# Леггорн

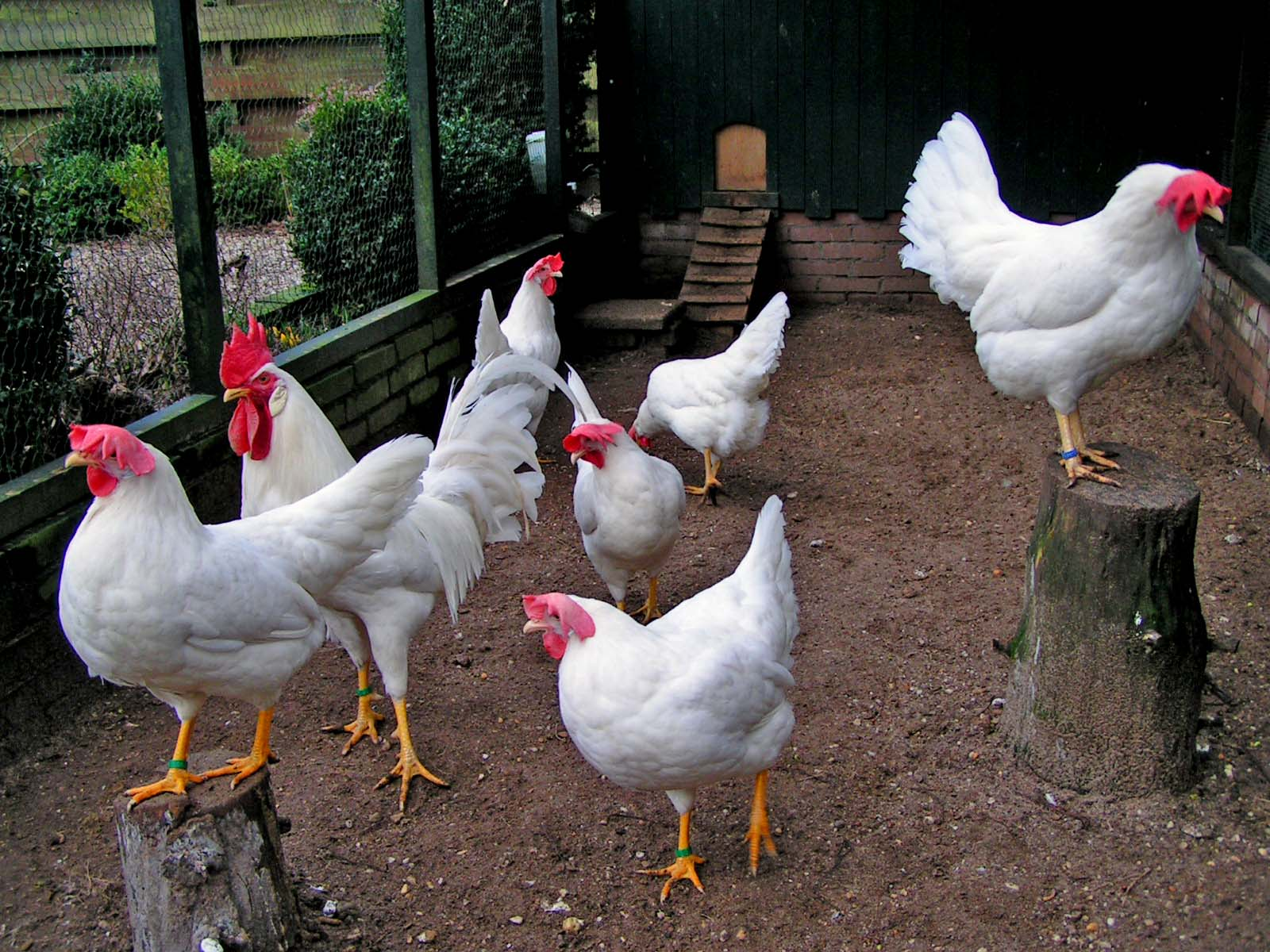
Леггори

Лего́рн (італ. Livorno; англ. Leghorn) — високопродуктивна порода домашніх курей середземноморського походження яєчного напрямку. Колір оперення найчастіше білий, колір яєчної шкаралупи також білий, хоча існує понад 20 різних колірних варіацій оперення легорнів.

## Історія
Виведена в Італії в XIX столітті, названа за англійською назвою італійського порту Ліворно. У той час кури цієї породи ще не відрізнялися значною несучістю.
У першій половині XIX століття їх завозили в США, де породу схрещували з іспанськими, бійцівськими породам, білою міноркою, а також з японськими декоративними породами (йокогама, фенікс).
Відомо, що навіть при наявності ретельно розроблених рекомендацій по селекції птахів, кожен селекціонер має свій «почерк» у цій творчій роботі, тому величезний масив сформованої породи під впливом схрещування і своєрідності селекційних програм, які виконуються в різних умовах навколишнього середовища, став базовою гетерогенною популяцією, і зрештою — породою легорн. При переході на використання гібридної птиці, легорни не тільки не втратили свого значення, але і підвищили його, шляхом включення в однопородні кроси. Їх селекціонували по високій несучості та прискореному росту молодняка. Пізніше вдосконалені кури породи легорн вивозилися з США в багато країн — Англію, Нідерланди та ін. Утворилися популяції легорнів, які отримали назви тих країн, де з ними велася подальша племінна робота.

## Особливості породи

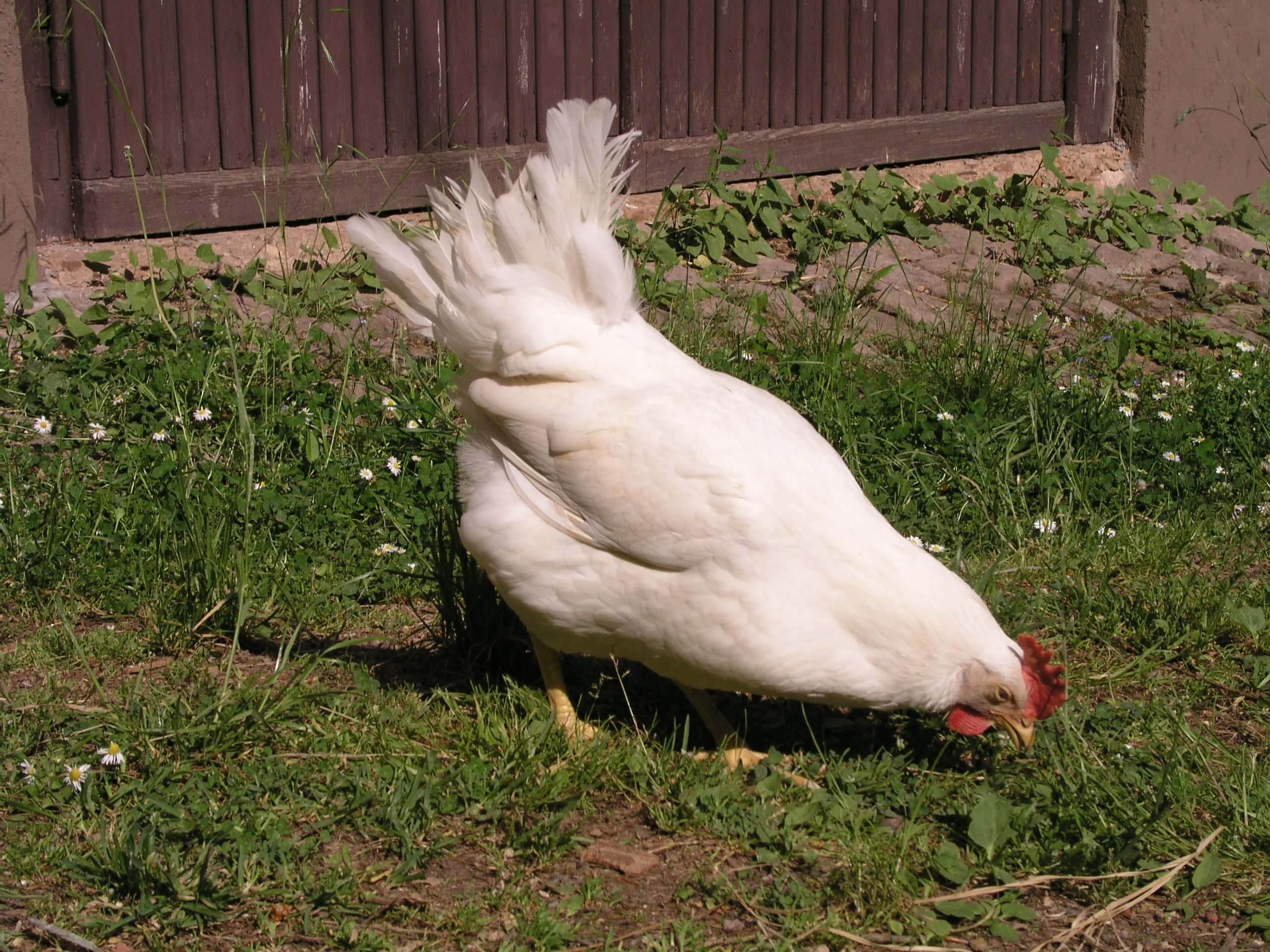
Курка-легорн на вигулі

Голова середньої величини. Гребінь листоподібний, у півнів прямостоячий, у курей звисає в сторону. Райдужка очей у дорослих курей — блідо-жовта, у молодих курей — темно-помаранчева. Сережки червоні. Вушні мочки білі або блакитні. Шия досить довга, тонка. Забарвлення шкіри жовта або тілесна.
Тіло легке, піднесений, клинчасте. Груди широкі, глибокі. Живіт об'ємистий. Ноги середньої довжини, тонкі; у дорослих курей білі, у молодих — жовті. Оперення щільне. Хвіст широкий біля основи, поставлений до тіла під кутом 35-40 градусів.

## Продуктивність
Жива маса курей — 1,5-2,0 кг, півнів 2,3-2,6 кг. Статева зрілість настає у віці 17-18 тижнів. Несучість — до 300 яєць в рік. Колір шкаралупи білий. Вага яйця зазвичай 55-58 г. Кладка яєць починається в 4,5-5 місяців. Найбільша несучість в перший рік з настання яйцекладки. Запліднених яєць — 95 %. Виводимість молодняку 87-92 %. Інстинкт насиджування відсутній.
Легорни є найпоширенішою у світі породою курей.
Оперення легорнів буває біле, буре, палеве, чорне, блакитне, строкате, золотисте, зозулясте та ін., але найчастіше утримується білий легорн.
Легорни є основною вихідною породою для створення високопродуктивних яєчних ліній і кросів, використовуваних у промислових господарствах у всіх країнах з розвиненим птахівництвом.
Легорни добре акліматизуються, витривалі, скороспілі.
Білий легорн відрізняється тим, що добре пристосовується до різних умов як в північній зоні, так і в південних регіонах. Хоча в промисловому птахівництві зусилля фахівців спрямовані на те, щоб створити для породи оптимальні умови незалежно від кліматичної зони та пори року.

## Рекорди леггорнів
- Курка породи білий легорн, позначена як № 2988, за 364 дні знесла 371 яйце. Цей офіційний тест, закінчився 29 серпня 1979 року, був проведений під керівництвом Гарольда В. Білера у Сільськогосподарському коледжі Університету штату Міссурі, США.
- Минулий рекорд був встановлений в 1930 році й належав легорну Принцес Те Каван, яка знесла 361 яйце за 364 дні[1].
- 25 Лютого 1956 року курка Бланш породи леггорн знесла яйце з двома жовтками й подвійною шкаралупою. Важило воно 454 г.
- У липні 1971 року в США і в серпні 1977 року в СРСР фіксувалися яйця легорнів, в яких було по дев'ять жовтків.
- В СРСР на птахофермі колгоспу «Рада» Зеленодольського району курка-легорн знесла величезне подвійне яйце. Під шкаралупою і білковим прошарком цього яйця було яйце нормального розміру і теж зі шкаралупою.